# Jerzy Kordas
Jerzy Kordas (ur. 5 sierpnia 1916 w Zamościu) – polski lekkoatleta, specjalizujący się w rzucie młotem. Reprezentował barwy Gwiazdy Bydgoszcz. Mistrz (1939) i wicemistrz (1938) Polski seniorów, były rekordzista Polski (52,19 m – 1939). Po II wojnie światowej osiadł w Anglii, startując jako zawodnik niestowarzyszony. W 1946 roku uzyskał 8. wynik na listach światowych z wynikiem 54,12 m, a rok później ustanowił rekord życiowy (54,34 m – 12. miejsce na świecie).